# Ostrowśke (rejon perwomajski)
Ostrowśke (ukr. Островське, ros. Островское, Ostrowskoje) – wieś na Ukrainie, w Autonomicznej Republice Krymu (de iure stanowiącej integralną część państwa ukraińskiego, w 2014 anektowanej przez Rosję i odtąd funkcjonującej jako Republika Krymu), w rejonie perwomajskim. W 2001 liczyła 1663 mieszkańców, wśród których 407 wskazało jako ojczysty język ukraiński, 857 rosyjski, 314 krymskotatarski, 2 bułgarski, 45 białoruski, 1 niemiecki, 1 jidysz, a 5 inny. Według spisu ludności przeprowadzonego przez okupacyjne władze rosyjskie populacja wsi w 2014 wynosiła 1123 osoby.